# 陳真
陳真，是香港作家倪匡為1972年電影《精武門》創作的人物，設定是民國時期武術家霍元甲的弟子。陳真這個角色最初是為當時功夫巨星李小龍量身訂造的，後來被改拍成多套功夫電影及電視劇。

## 經典場面
1972年《精武門》電影經典場面，日本人在霍元甲喪禮送贈「東亞病夫」牌匾侮辱，李小龍飾演的陳真獨自挑戰日本武館「虹口道場」，以一敵眾將日本人打得落花流水，將「東亞病夫」牌匾交還，以宣揚中國人非弱者的不可欺精神。此後多套的精武門電影或電視都必加入這一幕，幾乎成了陳真電影的必備情節。此情節亦是倪匡所撰寫，這些都由他在《am730》的專欄及電台節目《光明頂》中透露。

## 真假問題
2007年，倪匡在香港電台節目《倪匡看世界》中披露，陳真是他創作的虛構人物，寫著「東亞病夫」的塊匾同樣出自他筆下。
根據香港資深媒體人劉天賜所稱，「陳真」是倪匡借用霍元甲喪禮名單上一人的名字，將他設定為霍元甲弟子。
但據電影人陳嘉上所稱，倪匡當年翻查了霍元甲的訃告，發現其中有一個弟子名叫陳真，結果寫進了《精武門》之內，但電影內陳真的故事是虛構的。
此外，有說倪匡在亞洲電視節目《今夜不設防》之中，說過陳真是真有其人，報紙上霍元甲的治喪名單上有著陳真這名字。
但陳真其名只見於霍元甲喪禮上的訃告上，具體事跡多來自民間傳說或影視創作流傳而構成形象，真實事跡無從考證，霍元甲曾孫霍自在認為陳真不在霍元甲徒弟之列。

## 形象定義
2010年9日，甄子丹主演的電影《精武風雲·陳真》首影會上，有外國記者問及新陳真與舊版的區別，甄子丹斬釘截鐵的說，「大有不同」，他對陳真的定義也非常直接：「陳真就是李小龍。」甄子丹表示，陳真形象是由李小龍塑造的，他本人很崇拜李小龍，有一些元素是以前的李小龍版就有的，比如穿白衣中山裝，耍雙截棍，但在一些動作和造型上還是有很大不同。所以在該片中，他仍然穿白衣中山裝、耍雙截棍，吼著「中國人不是東亞病夫」。
亦有評論說陳真事蹟是以霍元甲的徒弟劉振聲為原型。

## 改拍的電影及電視劇
1972年，由李小龍飾演的嘉禾電影《精武門》，這角色設定為中國清末武術家霍元甲的弟子，在為被日本人害死的師傅報仇之後，被日本人殺死，這個角色後來一再被拍成電影、電視劇。
1981年，香港麗的電視劇集《大俠霍元甲》中，加入了陳真的角色，由梁小龍飾演。在大結局中，陳真踢館後被巡捕人員通緝，最後被亂槍射殺。
1982年2月，香港麗的電視劇集《陳真》，劇中陳真繼續由梁小龍飾演，劇情描寫陳真並未真正死去，是廳長受陳真愛國情意感動，刻意換上空彈頭免陳真一死。陳真自此與霍元甲之子霍東閣隱姓埋名過活，最終陳真與日本人佐藤同歸於盡，這部香港電視劇在當時中國大陸亦相當受歡迎。
1994年，在李連杰飾演陳真的電影《精武英雄》中，日本留学的陈真听闻师傅死讯后返回中国，协助师父之子霍廷恩主持精武门的业务，在為被日本人害死的師傅報仇之後，再神秘離開。
1995年，香港亞洲電視與衛星電視中文台聯合製作的劇集《精武門》中，由甄子丹飾演陳真，結局則為租界內日本駐軍射殺。
2001年，推出电视剧《陈真后传》，仍由梁小龙饰演陈真。
2008年，中國電視劇《精武陳真》推出，內容和人物名字都和1981年麗的電視版《陳真》接近一樣，明顯向該劇致敬，就連主題曲都用回舊版徐小明唱的《大號是中華》。
2010年，電影《精武風雲·陳真》延續劇集《精武門》的情節，講述甄子丹飾演的陳真並未真的死亡，而是逃亡歐洲，參戰以方便匿藏，後逃回上海當間諜，再次對抗日本人、破壞日本人的陰謀。

## 曾飾演陳真的演員
| 年份   | 類型   | 演出作品                       | 演員   | 備註       |
| ------ | ------ | ------------------------------ | ------ | ---------- |
| 1972年 | 電影   | 《精武門》                     | 李小龍 |            |
| 1981年 | 電視劇 | 《大俠霍元甲》                 | 梁小龍 | 麗的電視   |
| 1982年 | 電視劇 | 《陳真》                       | 梁小龍 | 麗的電視   |
| 2001年 | 電視劇 | 《陳真後傳》                   | 梁小龍 | 愛奇藝     |
| 1993年 | 電視劇 | 《精武五虎》                   | 羅莽   | 無綫電視   |
| 1994年 | 電影   | 《精武英雄》                   | 李連杰 |            |
| 1995年 | 電視劇 | 《精武門》                     | 甄子丹 | 亞洲電視   |
| 2010年 | 電影   | 《精武風雲·陳真》              | 甄子丹 |            |
| 1999年 | 電影   | 《喜劇之王》戲中戲精武門舞台劇 | 周星馳 |            |
| 2000年 | 電視劇 | 《霍元甲》                     | 吳越   |            |
| 2001年 | 電影   | 《重振精武門》                 | 石天龍 |            |
| 2004年 | 電影   | 《霍元甲之精武真英雄》         | 石天龍 |            |
| 2004年 | 電影   | 《少年陳真》                   | 徐小龍 |            |
| 2007年 | 電視劇 | 《霍元甲》                     | 陳小春 |            |
| 2008年 | 電視劇 | 《精武陳真》                   | 陳小春 |            |
| 2020年 | 電視劇 | 《大侠霍元甲》                 | 釋小龍 | 中央电视台 |